# Birhanu Bekele
Birhanu Bekele (Hawassa, 19 de diciembre de 2002) es un futbolista etíope que juega en la demarcación de lateral derecho para el Sidama Coffee Awasa de la Liga etíope de fútbol.

## Selección nacional
El 19 de marzo de 2023 hizo su debut con la selección de fútbol de Etiopía en un encuentro amistoso contra Ruanda que finalizó con un resultado de 1-0 tras el gol de Kenean Markneh.

## Clubes
| Club                | País    | Año       | Partidos | Goles |
| ------------------- | ------- | --------- | -------- | ----- |
| Awassa City FC      | Etiopía | 2019-2021 | 27       | 0     |
| Hadiya Hossana FC   | Etiopía | 2021-2023 | 52       | 1     |
| Sidama Coffee Awasa | Etiopía | 2023-     |          |       |